# Війни за незалежність Шотландії

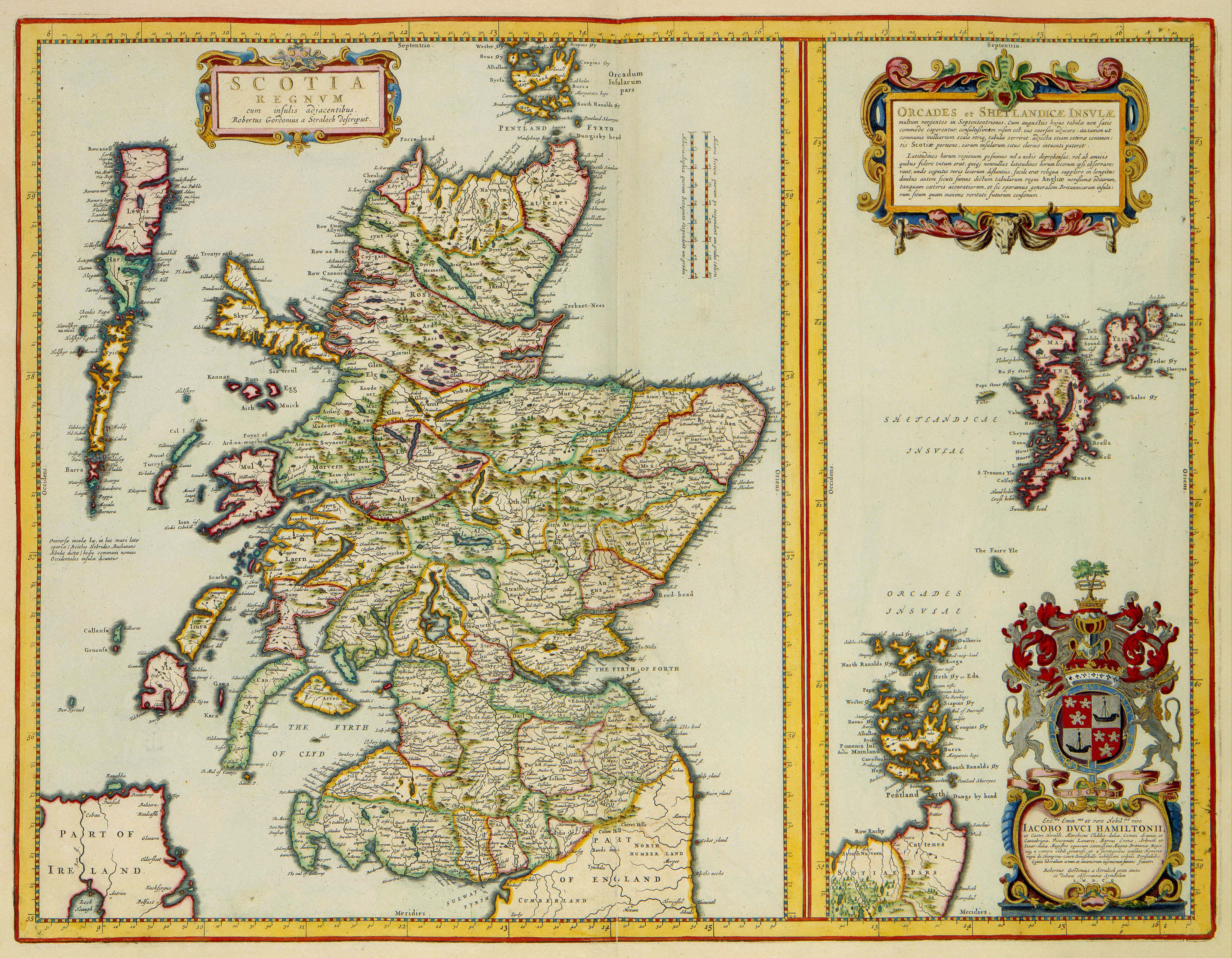
Шотландське королівство на середньовічній карті

Війни за незалежність Шотландії — два військові конфлікти між двома незалежними державами Шотландським і Англійським королівством з кінця XIII до середини XIV століття.
Перша війна (1296—1328) почалася з англійського вторгнення до Шотландії в 1296 році і закінчилася підписанням Нортгемптонської угоди в 1328 році. Друга війна (1332—1357) — з підтриманого англійцями вторгнення в країну претендента на шотландський престол Едуарда Балліоля і його партії «позбавлених спадщини» в 1332 році і закінчилася в 1357 році підписанням Бервікського мирного договору.
Війни були частиною великої національної кризи в Шотландії, і їх період став одним з визначальних моментів в історії країни. За підсумками обох воєн Шотландія зберегла свій статус незалежної держави. У військовому відношенні, зокрема, саме після них англійський довгий лук став основною зброєю середньовічних війн.

## Перша війна за незалежність (1296—1328 роки)

### Передісторія
У 1286 році помер король Шотландії Олександр III, який залишив свою трирічну онуку Маргарет, яку називали «Норвезькою дівою», як спадкоємицю престолу. 1290 року «Вартові Шотландії» підписали Біргамський договір, даючи згоду на шлюб Маргарет і Едуарда ІІ, сина короля Англії Едуарда I, який був двоюрідним дідом Маргарет. Цей шлюб не створював союзу між Англією та Шотландією, оскільки шотландці стверджували, що договір доводить, що Шотландія — окрема країна, незалежна від Англії, і що її права, закони, свободи і звичаї є сталими і непорушними на всі часи.

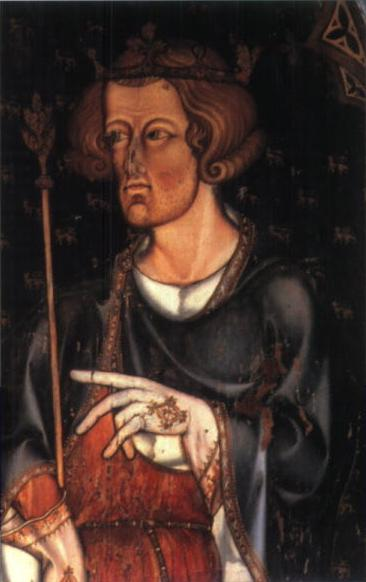
Король Англії Едвард І

Але незабаром після прибуття до свого нового королівства на Оркнейські острови 26 вересня 1290 року королева Маргарет померла. Після її смерті з'явилося тринадцять претендентів на престол. Двома основними суперниками в боротьбі за корону Шотландії були Роберт Брюс, дід майбутнього короля Роберта I Брюса, і Джон Балліол, лорд Галлоуея. Побоюючись громадянської війни між сім'ями і прихильниками Брюса і Балліоля, «Вартові Шотландії» написали королю Англії Едуарду I листа, в якому просили його приїхати на північ і бути арбітром в суперечці між претендентами, щоб уникнути війни.
У 1291 році Едуард I погодився зустрітися із «Вартовими» в Норемі. Перед початком процесу король Англії наполягав, щоб його визнали лордом-парамаунтом Шотландії. В ході зустрічі армія Едуарда I стояла на кордоні в повній бойовій готовності, що не давало вибору шотландцям окрім як прийняти його умову. Він дав претендентам на престол три тижні, щоб прийняти його умови. За відсутності короля, без підготовленої армії і з огляду на готовність англійців до вторгнення у шотландців не було вибору. Претенденти на корону визнали Едуарда I своїм лордом-парамаунтом і прийняли його в якості арбітра. Їхнє рішення частково залежало від того, що багато хто з них мали великі маєтки в Англії і, отже, втратили б їх, якби кинули виклик англійському королю. Проте, серед претендентів були церковники, такі як єпископ Вішарт, для яких така поступка не могла бути допустимою.
11 червня, виступаючи в ролі лорда-парамаунта Шотландії, Едуард I наказав, щоб кожен шотландський королівський замок був тимчасово окупований його силами і щоб всі шотландські державні особи пішли у відставку, щоб потім бути перепризначеними ним. Два дні потому, в Апселінгтоні, «Вартові Шотландії» і найзнатніші шотландські дворяни зібралися, щоб присягнути на вірність Едуарду I як лорду-парамаунту. Після 27 липня 1291 року всі шотландці зобов'язувалися платити данину Едуарду I — або особисто, або через спеціальні центри.
З травня 1291 року відбулося тринадцять зустрічей в Бервік-апон-Твіді, де претенденти на корону просили Едуарда I вирішити їх розбіжності, і цей період знаний як «Велика тяжба». Претензії більшості претендентів були відхилені, внаслідок чого серед них залишилися тільки Брюс, Балліол, Флоріс V і Джон де Гастінгс з Абергавенні (2-й барон Гастінгс), бо вони були єдиними претендентами, які могли довести своє пряме походження від Давида I.

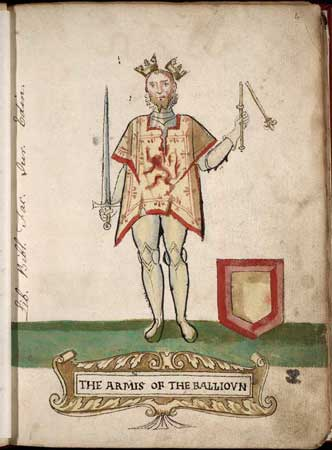
Король Шотландії Джон Балліон (Іоанн І)

3 серпня Едуард I попросив Брюса і Балліоля вибрати сорок арбітрів від кожного, в той час як він обрав лише двадцять чотири, щоб вирішити суперечку. 12 серпня король Англії підписав указ, яким вимагав збору всіх документів, котрі могли стосуватися прав претендентів або його власного права на панування в Шотландії, який був виконаний. 17 листопада 1292 року, а остаточно 30 листопада, більшістю арбітрів Джон Балліол був проголошений королем і коронувався в абатстві Сконе. 26 грудня в місті Ньюкасл-апон-Тайн король Іоанн I, ім'я Балліоля після коронації, поклявся, що Шотландія буде платити Едуарду I данину. Незабаром Едуард I дав зрозуміти, що вважає Шотландію васальним королівством. Іоанн, підтримуваний членами фракції Брюса, щосили намагався чинити опір такому відношенню, а шотландці обурювалися вимогам англійського короля. 1294 року Едуард I викликав Іоанна I постати перед ним і наказав, щоб той до 1 вересня цього року забезпечив його шотландськими військами і запасами для вторгнення у Францію.
Після повернення до Шотландії Іоанн I зібрав раду, і після декількох днів гарячих дебатів було прийнято план кинути виклик наказу Едуарда I. Кілька тижнів потому шотландський парламент було спішно скликано, і були обрані дванадцять членів військової ради (по чотири ерла, барона і єпископа), щоб стати радниками короля Іоанна I.
Після цього негайно були відправлені посли до Франції, щоб повідомити короля Філіппа IV про плани англійців. Вони також уклали договір, за яким шотландці повинні були вторгнутися в Англію, якщо англійці вторгнуться до Франції, у відповідь французи підтримали б шотландців. Договір був скріплений обіцянкою шлюбу між Едвардом Балліолем, сином Іоанна I, і Жанною де Валуа, племінницею Філіпа IV. Був укладений і інший договір, з королем Норвегії Ейріком II, за яким він повинен був поставити Шотландії 100 кораблів на суму 50 000 гроутів протягом чотирьох місяців в році, поки тривали військові дії між Францією і Англією. Норвегія ніколи не проявляла активності у їхніх відносинах, а франко-шотландський союз, який пізніше отримав назву Старий союз, часто продовжувався аж до 1560 року.
Не пізніше 1295 року Едуарду I стало відомо про таємні франко-шотландські переговори. На початку жовтня він почав зміцнювати свій північний кордон, щоб захиститися від можливого вторгнення. Саме в цей момент Роберт Брюс, 6-й лорд Аннандейла, батько майбутнього короля Роберта I Брюса, був призначений королем Англії власником замку Карлайл. Едуард I також наказав Іоанну I поступитися йому контролем над замками і укріпленнями в Бервіку, Джедбурзі і Роксбурзі. У грудні понад 200 орендарів Едуарда I в Ньюкаслі були скликані в ополчення, і в лютому—березні 1296 року відпливли на північ, щоб об'єднатися з його сухопутними військами.
Маневри англійських військ уздовж англо-шотландського кордону не залишилися непоміченими. У відповідь король Іоанн I закликав усіх шотландців, здатних носити зброю, зібратися в Каддонлі 11 березня. Частина шотландської знаті воліла проігнорувати повістку, в тому числі і Роберт Брюс, чиї маєтки в Карріці були захоплені Іоанном I і передані Джону Коміну «Червоному».

### Початковий період війни: 1296—1306 роки

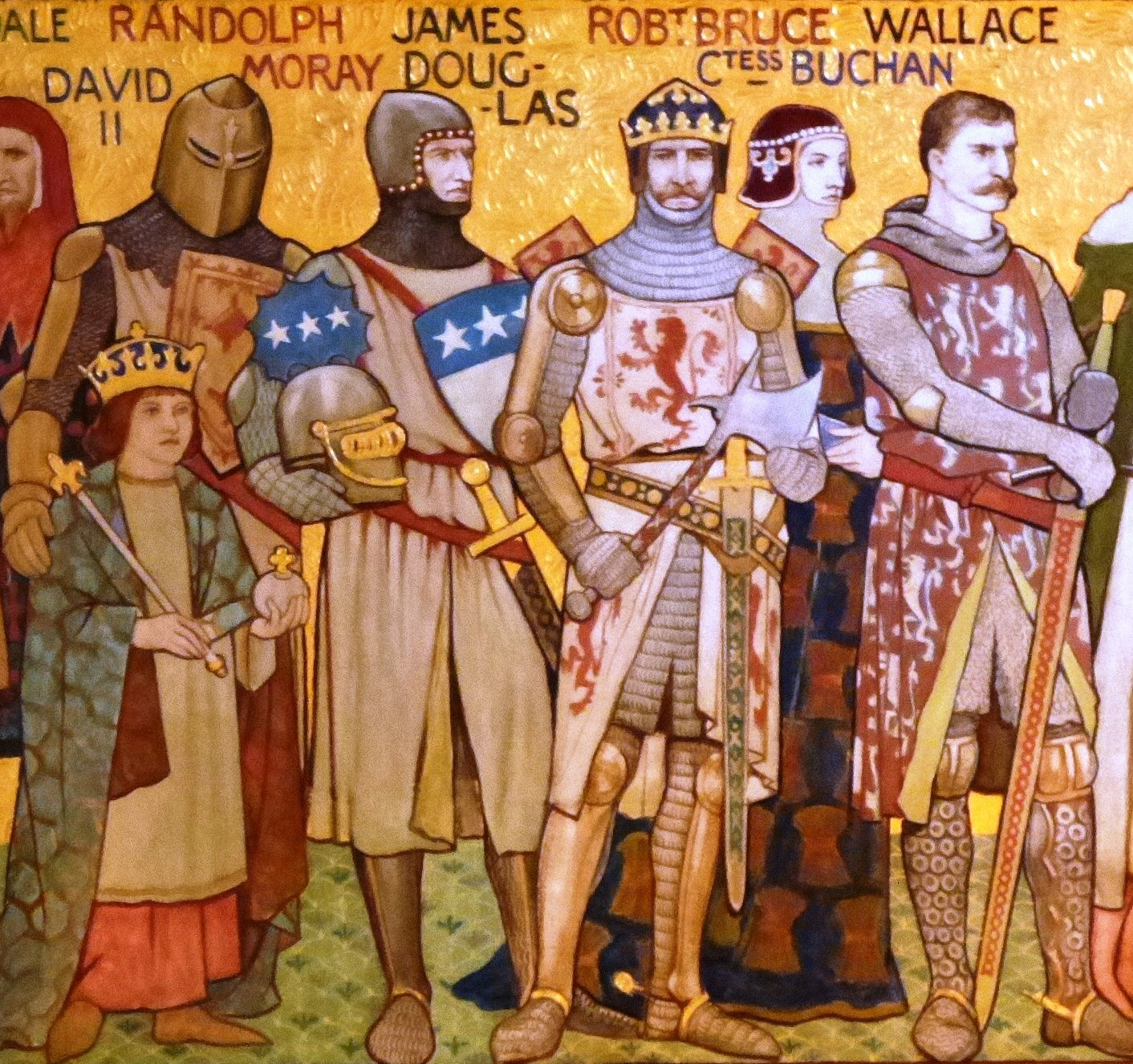
Головні постаті першої війни за незалежність, зображені вікторіанським художником Вільямом Хоулом

Перша шотландська війна за незалежність може бути умовно поділена на чотири етапи: перше англійське вторгнення і успіхи 1296 року; кампанії під керівництвом Вільяма Воллеса, Ендрю де Морея і інших «Вартових Шотландії» з 1297 року до переговорів Джона Коміна про загальношотландське врегулювання в лютому 1304 року; нова кампанія, очолена Робертом Брюсом після вбивства ним Джона Коміна в Дамфрісі в 1306 році і битва при Беннокберні в 1314 році; шотландські дипломатичні ініціативи і військові кампанії в Шотландії, Ірландії та північній Англії з 1314 року до укладення Единбурзько-Нортгемптонського договору в 1328 році.
Відкрита війна почалася після нападу Едуарда I на Бервік, після чого шотландців було розбито в битві під Данбаром 27 квітня. В липні король Іоанн I Балліол зрікається престолу. В ході англійської кампанії вторгнення у Шотландію до серпня 1296 року було окупувано більшу частину країни, і після того, як Скунський камінь (камінь коронування) був вивезений з абатства Сконе і перевезений в Вестмінстерське абатство, Едуард I скликав парламент в Бервіку, де шотландська знать принесла йому омаж як королю Англії. Таким чином Шотландія була завойована, але залишилася цілою.
Але вже на початку 1297 року почалося повстання під проводом Вільяма Воллеса, Ендрю де Морея та інших шотландських дворян, що примусило Едуарда I направити додаткові сили до Шотландії, і хоча їм вдалося примусити капіталювати повстанців в Ірвіні, але Воллес і де Морей продовжували повстання, яке врешті-решт призвело до першої ключової шотландської перемоги в битві на Стерлінгзькому мості. Ендрю де Морей був смертельно поранений в бою під Стерлінгом і незабаром помер. За цією перемогою відбулися шотландські рейди в північній Англії і призначення Воллеса в березні 1298 року «Хранителем Шотландії». Але в липні Едуард I зі своєю армією знову вторгся до Шотландії, маючи намір знищити Воллеса і його послідовників, і 22 липня 1298 року він розбиває шотландців в битві під Фолкерком. Але Едуард I не зміг підкорити Шотландію повністю, перед тим як повернутися в Англію.
Точних даних немає про Воллеса і про те, що він робив після битви під Фолкерком, але є кілька версій. За деякими джерелами, Воллес вирушив до Франції, щоб битися за французького короля проти англійців, в той час як єпископ Сен-Ендрюський Вільям де Ламберт, який надав велику підтримку під час Шотландського спору, відправився в Рим до Папи.
Наступниками Воллеса стали Роберт Брюс і Джон Комін як об'єднані «Вартові», разом з Вільямом де Ламбертом, єпископом Сен-Ендрюським, який був призначений в 1299 році в якості третьої, нейтральної сторони, щоб забезпечувати порядок між ними. Протягом цього року дипломатичний тиск з боку Франції та Риму переконав Едуарда I звільнити з ув'язнення короля Іоанна I за розпорядженням Папи, і Вільям Воллес вирушив у Францію, щоб шукати допомоги у Філіпа IV; і він, можливо, також відправився в Рим.
Подальші кампанії Едуарда I в 1300 і 1301 роках призвели до перемир'я між шотландцями та англійцями в 1302 році. Після чергової кампанії 1303—1304 років Стерлінг, остання велика шотландська фортеця, була взята англійцями, і в лютому 1304 року переговори привели до того, що більшість шотландських дворян принесли Едуарду омаж, і Шотландія залишилася цілою, але визнавала себе васалом Англії. До цього, можливо, Роберт Брюс і Вільям де Ламберт, уклали союз, спрямований на те, щоб Брюс зайняв шотландський трон і продовжував боротьбу. Проте, де Ламберт походив з родини, пов'язаної з фракцією Балліоля-Коміна, тому його справжні симпатії залишилися невідомими.
Після затримання і страти Воллеса в 1305 році Шотландія, здавалося, була остаточно завойована, і повстання на якийсь період припинилися.

### Період війни за правління короля Роберта I Брюса: 1306—1328 роки

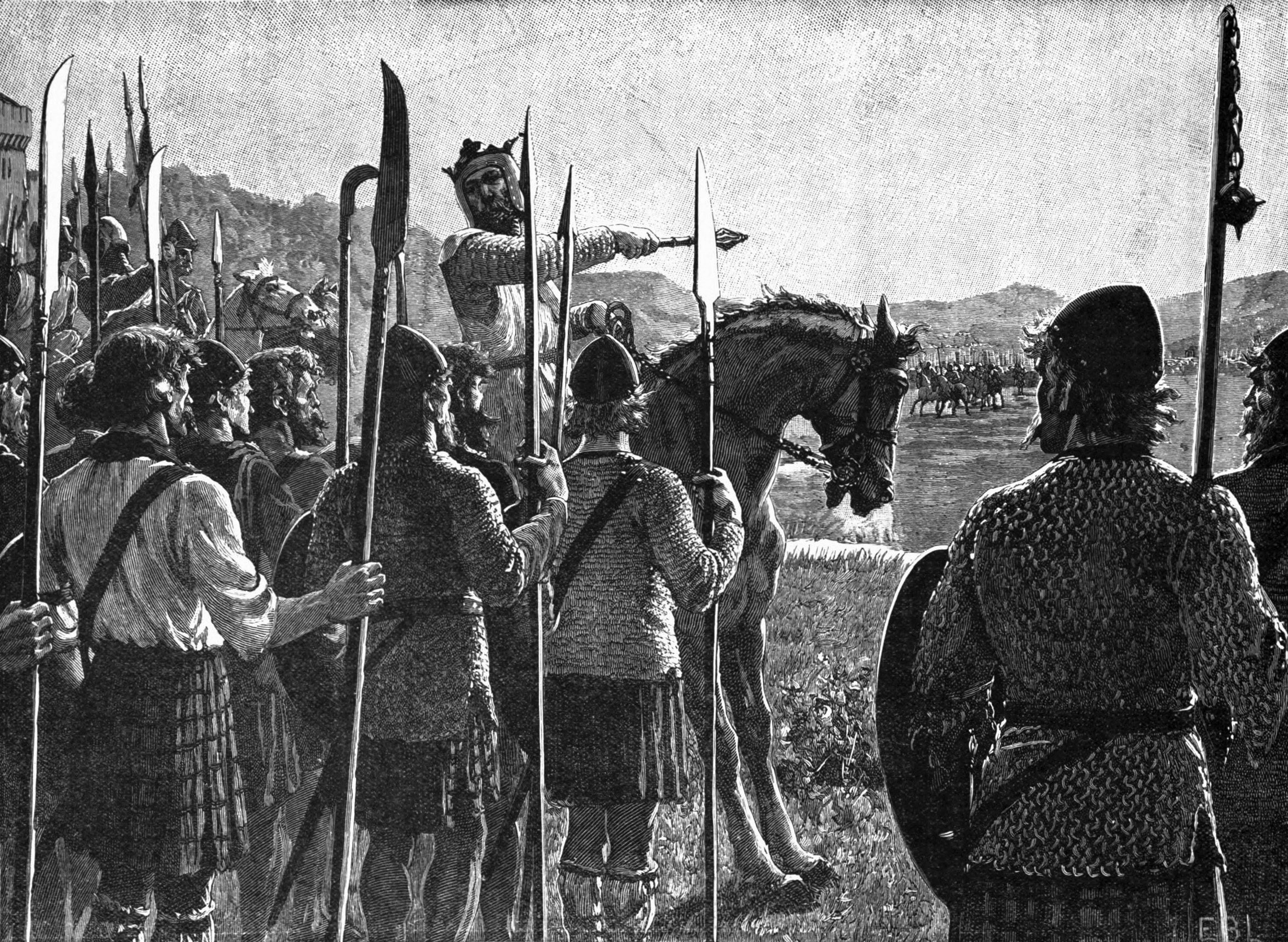
Роберт Брюс під час битви при Беннокберні

10 лютого 1306 року під час зустрічі між Робертом Брюсом і Джоном Коміном, двома претендентами на шотландський трон, Брюс посварився з Коміном і вбив його на Грейфрайерз-Кірк в Дамфрісі. З цього моменту спалахнуло нове шотландське повстання.
Є припущення, що Комін порушив угоду між ними і повідомив королю Едуарду I про плани Брюса стати королем Шотландії. Угода полягала в тому, що один з двох претендентів відмовиться від своїх претензій на трон Шотландії, але отримає від іншого землі і всіляку підтримку. Комін, ймовірно, думав, як роздобути і землі, і трон, а Брюса здати англійцям. Посланця з листом від Коміна Едуарду I було перехоплено Брюсом і його прихильниками, і зрадливі наміри Коміна стали очевидними. Потім Брюс згуртував шотландських прелатів і дворян навколо себе і 25 березня 1306 року був коронований королем Шотландії в Сконе менш ніж через сім тижнів після вбивства в Дамфрісі. Після сходження на престол Роберт I почав нову кампанію по звільненню свого королівства.
Однак, Роберт I зазнав поразки від англійців в битвах під Метвеном і Дерлаєм і був вигнаний з основної частини Шотландії як злочинець. Згодом Роберт I Брюс вийшов з підпілля в 1307 році. Шотландці долучалися до нього, і він одержував перемоги над англійцями в ряді битв. Його війська продовжували рости і здобувати перемоги, в тому числі через смерть Едуарда I в липні 1307 року. Битва при Беннокберні в 1314 році стала особливо важливою для Шотландії перемогою.
В 1320 році Арбротська декларація була послана групою шотландських дворян Папі, в ній затверджувалася незалежність Шотландії від Англії. Дві аналогічних декларації були також направлені духовенству і Роберту I. 1327 року король Англії Едуард II був повалений і убитий. Вторгнення Роберта I Брюса в північну Англію змусило нового короля Едуарда III підписати Нортгемптонський договір 1 травня 1328 року, який визнавав незалежність Шотландії з Робертом Брюсом в якості короля. Для подальшого зміцнення миру син і спадкоємець Роберта I Давид одружився з сестрою Едуарда III Джоан.

## Друга війна за незалежність: 1332—1357 роки
Після смерті Роберта Брюса шотландський король Давид II був ще дуже молодим, щоб правити, тому регентство взяв на себе Томас Рендольф, граф Моррей. Але Едуард III, попри те, що він підписав Нортгемптонський договір, мав намір помститися за приниження з боку шотландців, і отримав підтримку з боку Едварда Балліоля, сина Іоанна Балліоля і претендента на шотландський трон.
Едуард III також мав підтримку великої кількості шотландської знаті, відомої як «знедолені», на чолі з Балліолем і Генрі Бомонтом. Ця група дворян підтримала англійців в Першій війні за незалежність, а після Баннокберну Роберт Брюс дав їм рік для того, щоб повернутися в рідну країну. Коли вони відмовилися, він позбавив їх титулів і земель, роздавши їх своїм союзникам. Коли було укладено мир, вони не отримали військових репарацій. Ці «знедолені» жадали повернути свої старі землі і хотіли, щоб мир був порушений.
Граф Морей помер 20 липня 1332 року. Шотландське дворянство зібралося в Перті, де вони обрали Думнала II, графа Мара, новим «Вартовим». Тим часом невелика група на чолі з Балліолем прямувала на суднах по Гамберу. Складаючись із «знедолених» дворян і найманців, сили цієї групи нараховували, ймовірно, не більше декількох сотень людей.
Едуард III на той момент формально ще був у мирі з Давидом II, тому їх відносини з Балліолем вони навмисно приховували. Він, звичайно, розумів, що відбувається, і Балліол, ймовірно, приніс йому таємно омаж до свого від'їзду, але відчайдушна схема Балліоля здавалася приреченою на провал. Тому Едуард і не дозволив Балліолю вторгнутися в Шотландію з усією річки Твід: це було б занадто відкритим порушенням мирної угоди. Він погодився закрити очі на вторгнення з моря, але дав зрозуміти, що буде спостерігати за ними і конфіскує всі їхні англійські землі, якщо Балліол і його товариші зазнають невдачі.
6 серпня 1332 року «знедолені» висадилися в Кінгхорні, в області Файф. Новина про їхнє вторгнення випередила їх, і коли вони йшли до Перту, то їм перекрила шлях велика шотландська армія, що складалася переважно з піхотинців, очолювана новим «Вартовим».
У битві при Даплін-Мурі армія Балліоля під командуванням Генрі Бомонта перемогла переважаюче військо шотландців. Бомонт використовував ту саму тактику, яку англійці зроблять відомою під час Столітньої війни, із лицарями в центрі і лучниками по флангах. Опинившись під убивчим дощем стріл, більшість шотландців не дісталися лінії противника. Коли бійня була, нарешті, закінчена, ерл Мар, сер Роберт Брюс (незаконнонароджений син короля Роберта Брюса), багато дворяни і близько 2000 шотландців були вбиті. Едуард Балліол коронувався королем Шотландії спочатку в Перті, а потім — знову, у вересні, в абатстві Сконе. Успіх Балліоля здивував Едуарда III, і, побоюючись, що вторгнення Балліоля в кінцевому рахунку зазнає невдачі, що призведе до вторгнення шотландців до Англії, він рушив зі своєю армією на північ.
У жовтні сер Арчибальд Дуглас, тепер «Вартовий Шотландії», уклав перемир'я з Балліолем — нібито для того, щоб дозволити шотландському парламенту зібратися і вирішити, хто їхній справжній король. Піднесений перемир'ям, Балліол звільнив більшу частину своїх англійських військ і переїхав в Аннан, на північному березі Солвей-Ферт. Він випустив два публічних листи, кажучи, що за допомогою Англії він повернув собі своє королівство, і визнавав, що Шотландія завжди була леном Англії. Він також пообіцяв землі для Едуарда III на кордоні, в тому числі Бервік-апон-Твід, і служити Едуарду III до кінця свого життя. Але в грудні Дуглас напав на Балліоля в Аннані на світанку. Більшість людей Балліоля було вбито, а сам Балліол зумів втекти через отвір в стіні і втік голим на коні в Карлайл.

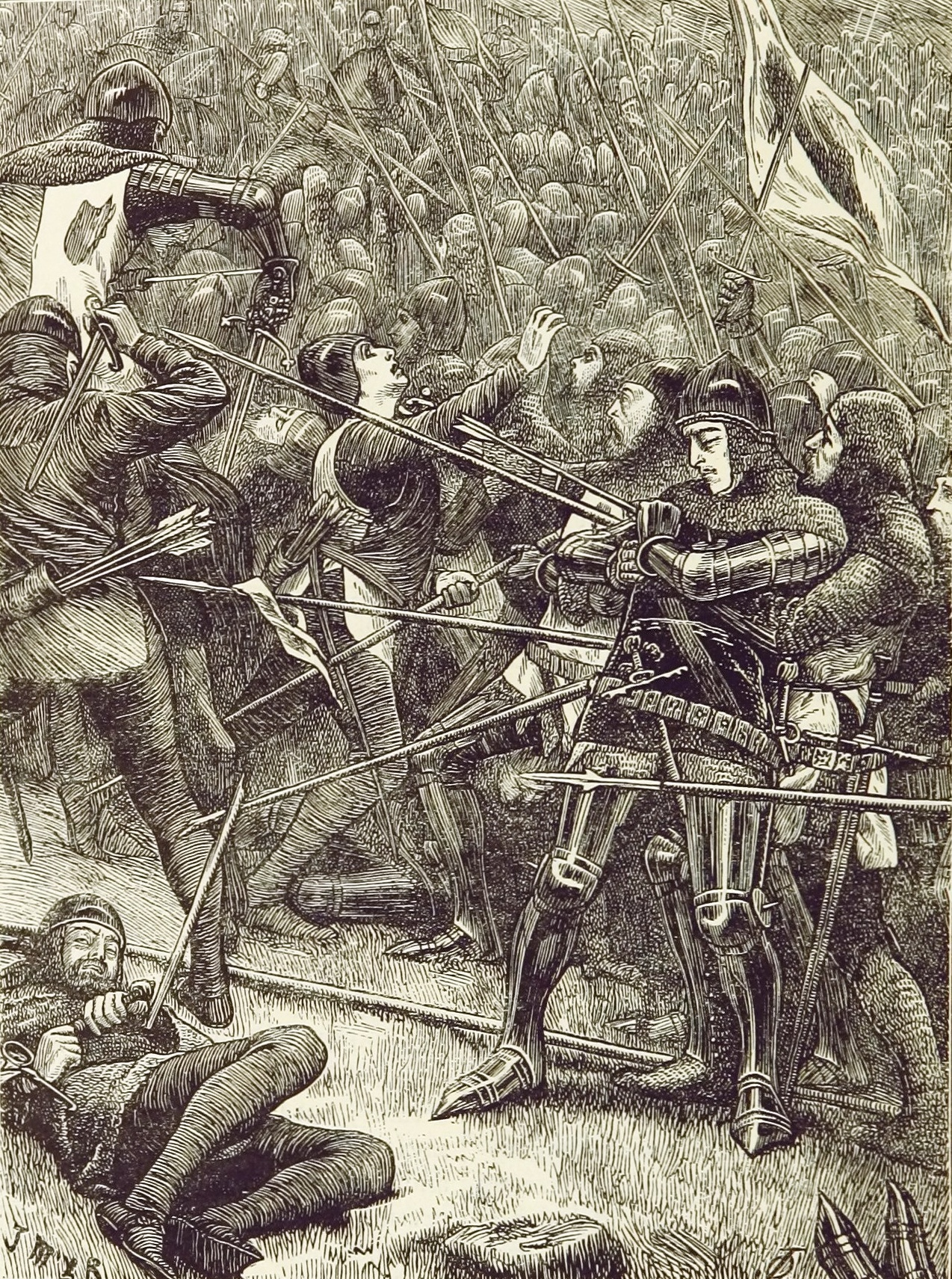
Битва під Галідон-Гіллі

У квітні 1333 року Едуард III і Балліол з великою англійською армією обложили Бервік. Арчибальд Дуглас спробував зняти облогу з міста в липні, але зазнав поразки і був убитий в битві при Галідон-Гіллі. Давид II і королева були перевезені в безпечний Замок Дамбартон, в той час як Бервік здався і був захоплений Едуардом. До цього часу більшість земель Шотландії перебувало під англійською окупацією, причому вісім округів Средньошотландської низовини були передані Англії Едуардом Балліолем.
На початку 1334 року Філіпп VI Валуа запропонував перевезти Давида II і його двір до Франції, щоб надати їм притулок, і вже в травні цього року вони приїхали до Франції, створивши свого роду «уряд у вигнанні» в замку Шато-Гаяр в Нормандії. Філіпп також вирішив зірвати англо-французькі переговори (в той час королівства Англія і Франція вели суперечки, які незабаром приведуть до Столітньої війни), заявивши Едуарду III, що будь-який договір між Францією і Англією повинен включати в себе пункт про долю вигнаного шотландського короля.
Після від'їзду Давида багато «Вартових» продовжувало боротьбу. У листопаді Едуард III знову вторгся до Шотландії, але мало просунувся і відступив в лютому 1335 року; це насамперед було пов'язано з тим, що йому не вдалося отримати підтримки від лояльних шотландців в боях на своєму боці. Він і Едуард Балліол знову повернулися з 13000-ю армією в липні і почали наступ на Шотландію, спочатку на Глазго, а потім на Перт, де знаходився сам Едуард III, в той час як його військо знищувала і грабувала навколишню сільську місцевість. В цей час шотландці слідували плану «уникнення боїв», обмежуючись лише невеликими атаками важкої кінноти, — звичайна практика того часу. Деякі шотландські лідери, в тому числі ерл Атолл, який повернувся до Шотландії разом з Едуардом Балліолем в 1332—1333 роках, перейшли у фракцію Брюса.
Після повернення Едуарда в Англію інші лідери шотландського опору обрали сера Ендрю де Морея «Вартовим». Незабаром він уклав перемир'я з Едуардом до квітня 1336 року, в період якого різні французькі та папські емісари намагалися домовитися про мир між двома країнами. У січні шотландці склали проєкт договору, погодившись визнати старого і бездітного Едуарда Балліоля королем, в той час як Давид II буде його спадкоємцем, і Давид би зміг переїхати жити в Англію. Проте, Давид II відхилив пропозицію миру і подальшого перемир'я. У травні англійська армія під командуванням Генрі Гросмонта Ланкастера вторглася в Шотландію, а після неї, в липні, — інша армія, під командуванням короля Едуарда. Разом вони спустошили більшу частину північного сходу і атакували Елгін і Абердин, а третя армія розорила південний захід і долину Клайд. Зважаючи на це вторгнення король Франції Філіпп VI оголосив, що вважає своїм обов'язком надання допомоги Шотландії у війні проти Англії усіма своїми силами, і що його великий флот і військо готується до вторгнення в Англію. Едуард швидко повернувся в Англію, в той час як шотландці під командуванням Мюррея захопили і зруйнували ряд англійських фортець і розорили їхні околиці, роблячи їх непридатними для англійців.
Хоча Едуард III вторгся знову, він дедалі більше турбувався з приводу можливого французького вторгнення, і до кінця 1336 року шотландці здобули контроль практично над всією Шотландією, і до 1338 року ситуація змінилася. Хоча «Чорна Агнесс», графиня-консорт Данбара і Марча, продовжувала чинити опір в обложеному англійському замку Данбарі, лаючи шотландські війська зі стін, Шотландія отримали певний перепочинок, після тогоя як Едуард III оголосив себе королем Франції і взяв свою армію до Фландрії, розпочинаючи Столітню війну з Францією.
В кінці осені 1335 року «знедолений» ерл Атолл і Едуард III мали намір знищити шотландський опір, відібравши земелі і убивши шотландських вільних селян. Після цього Атолл почав облогу замку Кілдаммі, утримуваного леді Крістіан Брюс, сестри покійного Роберта Брюса і дружини «Вартового» Ендрю де Морея. Її чоловік скерував військо до її замку і швидко зняв облогу, хоча численністю його воїни поступалися противнику вп'ятеро. Скута атакою по флангах під час спуску з пагорба, армія ерла зламалася, а сам ерл Атолл відмовився здатися і був убитий. Битва під Кулбіаном стала кінцевою спробою Балліоля повалити короля Шотландії Давида ІІ.
Таким чином, всього за дев'ять років збережене Робертом Брюсом королівство було знищено і знову відроджено. Багато з його досвідчених дворян померли, і економіка, яка ледве почала оговтуватися від попередніх воєн, знову лежала в руїнах. Країна знову була бідна, і потребувала миру і хорошого уряду, і в середині 1341 року Давид II зміг нарешті повернутися до Шотландії.

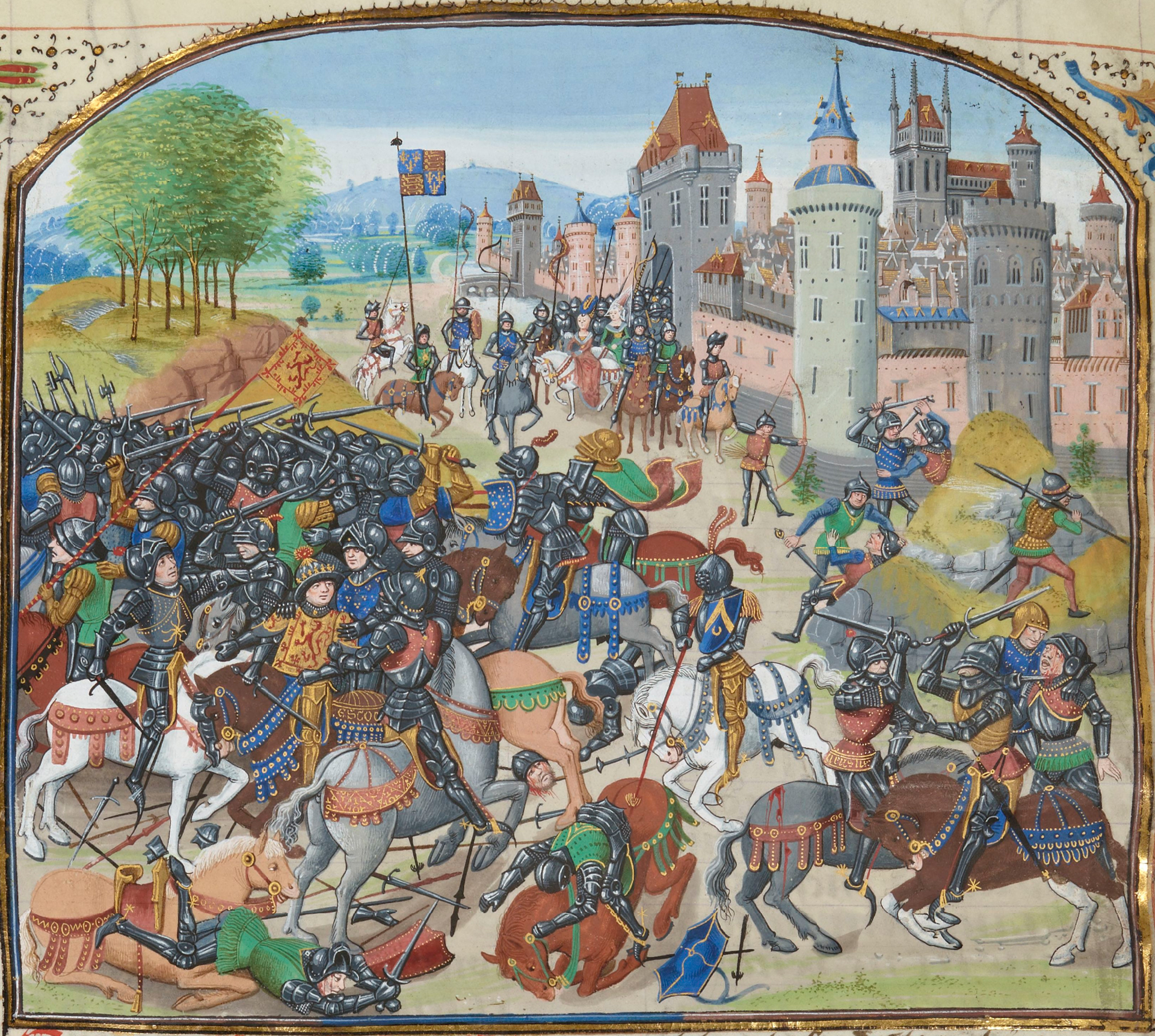
Битва під Невіллс-Кроссом

Давид був сповнений рішучості і бажав жити та чинити як його видатний батько. Він ігнорував будь-які перемир'я з Англією і хотів бути союзником Філіппа VI в перші роки Столітньої війни. 1341 року він очолив рейд проти Англії, змусивши Едуарда III направити свою армію на північ, щоб зміцнити кордони. 1346 року після нових шотландських рейдів Філіпп VI запропонував йому почати вторгнення в Англію, щоб полегшити французам захоплення англійського Кале. Давид ІІ з радістю прийняв цю пропозицію і особисто очолив шотландську армію, що вийшла на південь з метою захоплення Дарему. У відповідь на це англійська армія рушила на північ від Йоркшира, щоб протистояти шотландцям. 14 жовтня в битві при Невіллс-Кроссі шотландці зазнали поразки і важких втрат, їхній король Давид ІІ був поранений в обличчя двома стрілами, перш ніж потрапив в полон, перед цим вибивши два зуба своєму полонителю. Після одужання його ув'язнили в Тауері, де він був в полоні протягом одинадцяти років, поки Шотландією керував його племінник, Роберт ІІ Стюарт. Одразу після цього Едуард Балліол повернувся до Шотландії з невеликим загоном в останній спробі відновити свою владу в Шотландському королівстві. Він встиг встановити контроль тільки над деякими районами Голловея, де його військові сили перебували до 1355 року. Врешті-решт він відмовився від претензій на шотландський трон в 1356 році і помер бездітним в 1361 році.

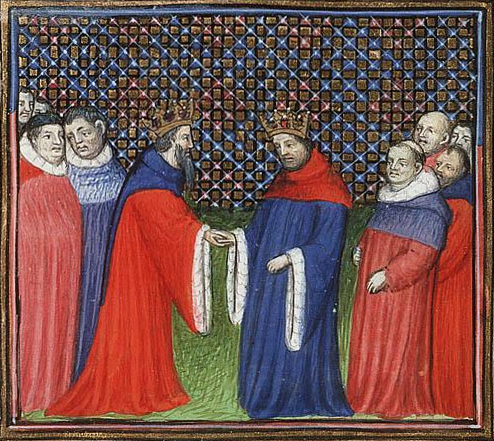
Король Шотландії Давид II з королем Англії Едвардом III під час зустрічі 1363 року

3 жовтня 1356 року Давид ІІ був випущений із в'язниці згідно з Бервікським договором, відповідно до якого шотландці погодилися виплатити величезний викуп у розмірі 100 тисяч мерків за нього (1 мерк дорівнював 2/3 англійського фунта), сплата якого мала відбутися протягом 10 років. Високі податки були необхідні для отримання коштів для викупу, який треба було виплачувати в розстрочку, і це призвело до відчуження Давида ІІ від його підданих, бо він використовував їх гроші для своїх власних цілей. Країна перебувала в жалюгідному стані: вона була розорена війною і Чорної смертю. Перша частина викупу була виплачена вчасно. Друга — із запізненням, і після цього вже не було чим платити.
В 1363 році Давид ІІ відправився в Лондон і погодився, що якщо він помре бездітним, то корона Шотландії перейде до Едуарда (його шваґра) або одному з його синів, а Скутський камінь буде повернений до Шотландії для їх коронації як її королів. Однак вважається, що це була не більше ніж нечесна спроба повторних переговорів про викуп, бо Давид прекрасно розумів, що парламент відхилить таку пропозицію. Шотландці ж відмовилися від цієї пропозиції і продовжували платити викуп (до того часу збільшений до 100 тисяч фунтів). 25-річне перемир'я було укладено в 1369 році, і договір 1365 року було скасовано, натомість був укладений новий — на користь шотландців зважаючи на їхній вплив війни у Франції. Новий договір враховував 44 000 сплачених мерків, які віднімалися з початкових 100 000, і залишок потрібно було платити частинами по 4000 протягом наступних 14 років.
Коли Едуард ІІІ помер в 1377 році, було ще 24 000 мерків заборгованості, які так і не були сплачені. Давид ІІ втратив популярність і повагу своїх вельмож, після одруження з удовою незначного лерда після смерті своєї англійської дружини. Сам він помер в лютому 1371 року.
До кінця кампанії Шотландія стала незалежною і залишилася такою до об'єднання англійської та шотландської корони в 1603 році, коли королівство Англія, вже в особистій унії з Ірландським королівством, було успадковано шотландським королем Джеймсом VI, майбутнім Яковом I. Формальне об'єднання Англійського та Шотландського королівств, що призвело до утворення єдиного королівства Великої Британії було завершено Договором про об'єднання 1707 року.

## Важливі битви і події
- Взяття Беріка[en], 1296
- Битва під Данбаром, 1296
- Битва на Стерлінгському мості, 1297
- Битва під Фолкерком, 1298
- Битва під Росліном[en], 1303
- Битва під Хеппрю[en], 1304
- Падіння замку Стерлінг[en], 1304
- Битва під Мевіном[en], 1306
- Битва під Делрайом[en], 1306
- Битва при Глен-Трул[en], 1307
- Битва при Лаудун-Гілл, 1307
- Битва під Сліхом[en], 1307
- Битва під Інверурі[en], 1308
- Битва біля перевалу Брандера[en], 1308
- Битва при Беннокберні, 1314
- Битва під Коннором[en], 1315
- Битва під Скаміром[en], 1316
- Битва під Скеррісом[en], 1316
- Битва на Фогхартських пагорбах[en], 1318
- Взяття Беріка[en], 1318
- Битва під Майтоном[en], 1319
- Арбротська декларація[en], 1320
- Битва під Боробріджом[en], 1322
- Битва під Старим Байлендом[en], 1322
- Корбейський договір[en], 1326
- Битва в Стенхоупському парку[en], 1327
- Нортгемптонська угода, 1328
- Битва під Дупплінмуром[en], 1332
- Битва при Галідон-Гіллі, 1333
- Битва під Дорноком[en], 1333
- Битва під Бороміром[en], 1335
- Битва під Кулбленом[en], 1335
- Битва при Невіллс-Кроссі, 1346
- Берікський договір[en], 1357